# 榮垕源
榮垕源（?—?），直隸省河間府寧津縣人，清朝政治人物、進士出身。
光緒三年（1877年），参加丁丑科殿試，登進士二甲第53名。同年五月，授內閣中書。